# Władimir Gudim-Lewkowicz
Władimir Gieorgijewicz Gudim-Lewkowicz, ros. Владимир Георгиевич Гудим-Левкович (ur. ?, zm. w 1947 r.) – rosyjski wojskowy (sztabskapitan), sekretarz Komitetu Wyzwolenia Narodów Rosji pod koniec II wojny światowej.
Podczas wojny domowej w Rosji walczył w wojskach Białych. Służył jako sztabskapitan w lejbgwardii Pułku Izmaiłowskiego. W połowie listopada 1920 r. wraz z wojskami Białych został ewakuowany z Krymu do Gallipoli. Na emigracji zamieszkał w Królestwie SHS. Po ataku wojsk niemieckich na ZSRR 22 czerwca 1941 r., przybył do okupowanego Kijowa, gdzie redagował jedno z kolaboracyjnych pism tam wychodzących. Jesienią 1943 r. krótko przed odzyskaniem miasta przez Armię Czerwoną, ewakuował się wraz z wojskami niemieckimi do III Rzeszy. Jesienią 1944 r. objął funkcję sekretarza Komitetu Wyzwolenia Narodów Rosji (KONR). Po zakończeniu wojny zamieszkał w Ratyzbonie.